# 영등포구의회
영등포구의회는 서울특별시 영등포구 지역을 관할하는 기초의회이다.